# Leuchtturm Ranzow
Der Leuchtturm Ranzow war ein Leuchtturm an der Nordküste der Halbinsel Jasmund auf Rügen. Sein Standort lag etwa zwei Kilometer östlich von Lohme und etwa einen Kilometer nordöstlich von Ranzow, einem Ortsteil von Lohme.

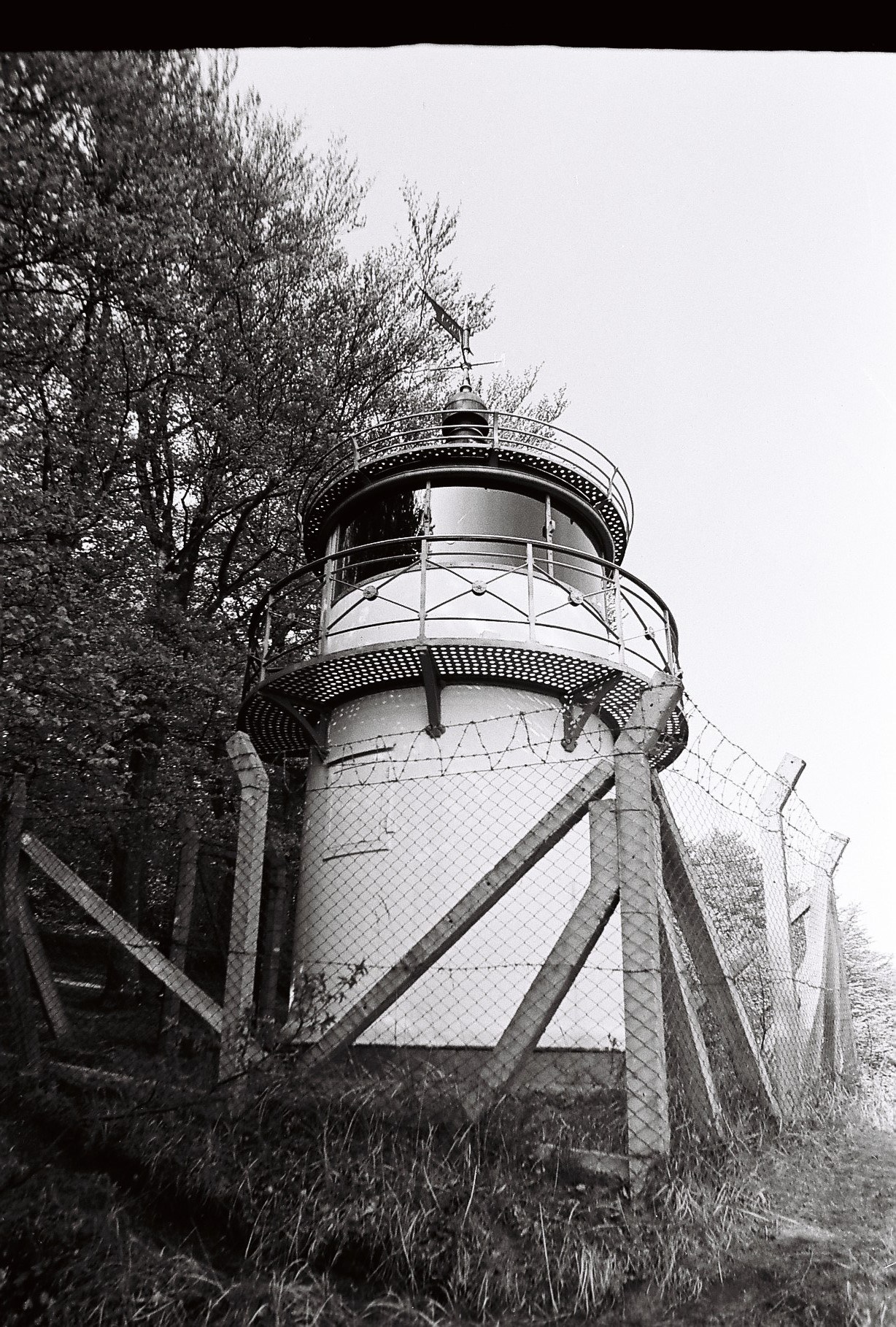
Leuchtturm Ranzow am ursprünglichen Standort

Er ist baugleich mit dem Leuchtturm Kolliker Ort an der Ostküste von Jasmund. Beide Leuchttürme wurden von der Firma Pintsch im Jahr 1904 gebaut. Die Funktion als Leuchtturm und der Betrieb als Leuchtfeuer wurde am 1. April 1905 aufgenommen. Der Turm hat eine Höhe von sechs Metern und besteht aus 24 gusseisernen Segmenten, hinzu kommt ein kegelförmiger Kupferdachaufbau mit einer Windrose. Er diente als Orientierungsfeuer und insbesondere dem Fährverkehr auf der Königslinie von Sassnitz nach Trelleborg. Ursprünglich wurde er für den Betrieb mit einer Gaslampe konzipiert, im Jahr 1936 erfolgte eine Umrüstung des Leuchtfeuers auf ein elektrisches Leuchtmittel. Im Jahr 1999 wurde der Betrieb des Leuchtfeuers eingestellt und 2002 der Turm wegen befürchteter Vandalismusschäden abgebaut.
2004 wurde der Turm als Teil des Flächendenkmals (mit Seezeichen-Exponaten) am Kap Arkona auf der Insel Rügen als Zeugnis des deutschen Seezeichenwesens  aufgestellt. 2019 wurde der Leuchtturm erneut auf dem Bauhof des Wasser- und Schifffahrtsamtes Stralsund auf der Insel Dänholm restauriert, um ihn wieder als aktives Seezeichen in Lauterbach aufstellt zu können. Seit dem 17. Juni 2021 dient er nun als Leuchtturm Lauterbach als Leitfeuer, um Schiffen den Weg durch die schmale Einfahrt in den Hafen von Lauterbach zu weisen.